# Hafun
Hafun (somali:  Xaafuun) é um promontório de 40 km de comprimento situado na península norte da região de Bari, na Somália. O promontório fica situado para o oceano Índico, onde é conhecido como cabo Hafun (Ras Hafun ou Raas Xaafuun). 
O promontório juntou-se com o continente africano na cidade de Foar por uma passagem de areia com 20 km de comprimento, 1-3 km de largura e cerca de 5 m acima do nível do mar. A vila piscatória de Hafun está localizada a 2 km a leste e tem uma população de cerca de 5000 habitantes.